# Ginosar
Ginosar (hebrejsky גִּנּוֹסַר nebo גינוסר, anglicky Ginosar, v oficiálním seznamu sídel Ginnosar) je vesnice typu kibuc v Izraeli, v Severním distriktu, v Oblastní radě Emek ha-Jarden.

## Geografie
Leží v nadmořské výšce 195 metrů pod mořskou hladinou v údolí řeky Jordán v Horní Galileji u břehů Galilejského jezera. Jižně od obce se zvedá masiv Arbel.
Vesnice se nachází cca 6 kilometrů severně od města Tiberias, cca 110 kilometrů severovýchodně od centra Tel Avivu a cca 50 kilometrů východně od centra Haify. Ginosar obývají Židé, přičemž osídlení v tomto regionu je ryze židovské. Výjimkou je vesnice Chamam cca 3 kilometrů jihozápadním směrem (v masivu Arbel), kterou obývají izraelští Arabové, respektive Beduíni. Region centrální Galileji s výrazným zastoupením Arabů a Drúzů leží dál k západu.
Ginosar je na dopravní síť napojen pomocí dálnice číslo 90.

## Dějiny
Ginosar byl založen v roce 1937. Navazuje na židovské sídlo Genezaret - hebrejsky Ginisar (גיניסר), které se v této oblasti rozkládalo ve starověku a je zde zmiňované v Bibli, například Evangelium podle Matouše 14,34 Toto místo dalo název i Galilejskému jezeru (Genezaretské jezero).
Novověký Ginosar vznikl 23. února 1937 jako opevněná osada typu Hradba a věž. Zakladateli kibucu byly skupiny mladých sionistů, které předtím prošly výcvikem v Tel Avivu a Ben Šemenu a dvě skupiny aktivistů z organizace Ha-Noar ha-Oved ve-ha-Lomed. Ty se usadily v této lokalitě, na pozemcích Jewish Colonization Association nedaleké židovské vesnice Migdal. V roce 1939 se osadnící rozdělili na dvě části, jedna odešla do nedalekého Migdal, druhá zůstala zde. Až do roku 1947 vyjednávali zdejší osadníci s Jewish Colonization Association ohledně svolení k trvalému usídlení.
Během války za nezávislost v roce 1948 sloužil Ginosar jako jedna z hlavních základen elitních židovských jednotek Palmach. Působil tu Jigal Alon, velitel Palmachu a pozdější izraelský politik.
Roku 1949 měl kibuc 250 obyvatel a rozlohu katastrálního území 1 050 dunamů (1,05 kilometru čtverečního). V roce 1952 se po rozkolu v kibucovém hnutí do Ginosaru přistěhovala skupina členů kibucu Ejn Gev.
Ekonomika obce je založena na zemědělství, turistickém ruchu (ubytování, muzeum, zachovalý starověký člun vytažený v roce 1986 z jezera) a službách. Kibuc Ginosar prošel privatizací, po níž jsou jeho členové odměňováni individuálně, podle odvedené práce. Kibuc plánuje také výstavbu 60 rodinných domů určených pro soukromé zájemce. V obci se nachází základní škola נופי ארבל - Nofej Arbel.

## Demografie
Obyvatelstvo kibucu Ginosar je sekulární. Podle údajů z roku 2014 tvořili naprostou většinu obyvatel v kibucu Ginosar Židé (včetně statistické kategorie "ostatní", která zahrnuje nearabské obyvatele židovského původu ale bez formální příslušnosti k židovskému náboženství).
Jde o menší sídlo vesnického typu se stagnující populací. K 31. prosinci 2014 zde žilo 544 lidí. Během roku 2014 populace stoupla o 7,9 %.
| Rok            | 1948 | 1949 | 1961 | 1972 | 1983 | 1995 | 2001 | 2003 | 2004 | 2005 | 2006 | 2007 | 2008 | 2009 | 2010 | 2011 | 2012 | 2013 | 2014 |
| -------------- | ---- | ---- | ---- | ---- | ---- | ---- | ---- | ---- | ---- | ---- | ---- | ---- | ---- | ---- | ---- | ---- | ---- | ---- | ---- |
| Počet obyvatel | 310  | 250  | 473  | 411  | 586  | 561  | 495  | 462  | 488  | 489  | 472  | 483  | 476  | 472  | 485  | 486  | 490  | 504  | 544  |